# История на евреите в САЩ
Историята на американските евреи датира още от времето на колонизацията на американския материк от Нидерландия и Англия, като първите евреи са заселват по днешните земи на Съединените щати заедно с първите пуритани по източното крайбрежие на САЩ.
Нидерландия е под властта на испанската корона през по-голямата част от 16 век и евреите-конверси намират на територията ѝ относително спокойствие от страна на испанската инквизиция, която иначе зорко бди за спазване на вярата. От Нидерландия тези конверси проникват и в Англия (през 1290 г. евреите са изгонени от територията ѝ), а от двете метрополии емигрират заедно с други заселници (предимно протестанти) по земите на Новия свят.
През 1940 г. евреите съставляват 3,7% от населението на САЩ. В днешно време еврейското население на САЩ възлиза на над 5 милиона и е най-голямата еврейска общност в света, но като относителен брой е под 2% от цялото население на страната. Най-големите еврейски центрове в САЩ са градския район на Ню Йорк (в който живеят 2,1 милиона евреи през 2000 г.), Лос Анджелис с 668 хилядно еврейско население, Маями с 331 хилядно еврейско население, Филаделфия с 285 хилядно еврейско население, Чикаго с 265 хилядно еврейско население и Бостън с 254 хилядно еврейско население.